# Rừng Na Uy (phim)
Rừng Na Uy (ノルウェイの森 Noruwei no mori) là một bộ phim điện ảnh Nhật Bản có đề tài chính kịch lãng mạn do Trần Anh Hùng làm đạo diễn công chiếu năm 2010, dựa theo cuốn tiểu thuyết cùng tên của nhà văn Murakami Haruki. Nội dung phim xoay quanh cuộc đời và tình yêu của chàng thanh niên Nhật Toru (Matsuyama Kenichi) với hai cô gái Naoko (Kikuchi Rinko) và Midori (Mizuhara Kiko). Phim ra rạp tại Nhật Bản vào ngày 11 tháng 12 năm 2010. Tác phẩm khởi chiếu tại Việt Nam vào ngày 31 tháng 12 năm 2010. Bộ phim còn có buổi chiếu tại Liên hoan phim Venezia 2010 và giành được một đề cử cho giải Sư tử vàng.

## Cốt truyện
Watanabe Toru là một chàng thanh niên có lối sống nghiêm túc và trầm lặng ở Tokyo của những năm 1960. Cuộc đời Toru gặp biến cố lớn bởi sự ra đi đột ngột của người bạn thân nhất Kizuki sau khi người này tự sát. Nhằm tìm kiếm lối thoát cho bản thân, Toru bèn đăng ký nhập học tại một trường đại học ở Tokyo. Tình cờ trong một lần đi dạo ở công viên, Toru gặp gỡ cô bạn gái cũ của Kizuki là Naoko, và mối quan hệ giữa họ càng trở nên thân thiết. Rồi sức khỏe tinh thần Naoko dần bị hủy hoại bởi sự mất mát của Kizuki và cô càng lún sâu vào vòng xoáy của trầm cảm.
Toru đã ngủ với Naoko vào đúng dịp sinh nhật tuổi 20 của cô. Không lâu sau, Naoko đột ngột rời đi và chuyển đến một viện điều dưỡng nằm ở một khu vực hẻo lánh gần Kyoto. Tình cảnh đó làm cho Toru vô cùng đau khổ vì anh đã trót yêu Naoko sâu đậm, nhưng cô lại không thể đáp lại tình cảm của anh. Toru sống qua ngày với những ám ảnh về cái chết bủa vây mình, còn Naoko thì cảm thấy một phần không thể thiếu trong cô đã biến mất vĩnh viễn. Toru tiếp tục theo học cùng các bạn đồng trang lứa, rồi ở một kỳ học vào mùa xuân, anh gặp cô bạn học cùng lớp rất hấp dẫn tên Midori. Cô có tính cách hoàn toàn trái ngược với Naoko – hướng ngoại, hoạt bát và cực kỳ tự tin. Nội dung phim về sau xoay quanh mối tình tay ba giữa Toru và Naoko–Midori, buộc anh phải lựa chọn giữa hai cô gái, sống cùng quá khứ hoặc hướng đến tương lai.

## Phân vai
- Matsuyama Kenichi - Toru
- Kikuchi Rinko - Naoko
- Mizuhara Kiko - Midori
- Tamayama Tetsuji - Nagasawa
- Kora Kengo - Kizuki
- Kirishima Reika - Reiko
- Hatsune Eriko - Hatsumi
- Itoi Shigesato vai giáo sư
- Hosono Haruomi vai chủ cửa tiệm bán đĩa
- Takahashi Yukihiro vai người gác cổng.

## Sản xuất
Ngày 31 tháng 7 năm 2008, Trần Anh Hùng được công bố sẽ trở thành đạo diễn cho tác phẩm điện ảnh chuyển thế cuốn Rừng Na Uy lên màn ảnh rộng. Theo đạo diễn Trần Anh Hùng, ông muốn mình không chỉ chuyển thể cốt truyện của tiểu thuyết nổi tiếng Rừng Na Uy mà còn phải chuyển thể được chất thơ và những cảm xúc mà tiểu thuyết đã từng đem lại cho đông đảo độc giả. Cũng theo đạo diễn thì ông dùng phiên dịch trong khi chỉ đạo diễn xuất như một cách khác để tìm kiếm cái "năng lượng khác" của những diễn viên trẻ người Nhật. Vị đạo diễn chia sẻ: "Câu chuyện của Rừng Na Uy sôi nổi nhưng nhạy cảm, dịu dàng và thanh nhã. Đó sẽ là một thách thức lớn đối với tôi vì phải chuyển tải hết được nhiều yếu tố đó lên phim". Nhà sản xuất Rừng Na Uy, ông Shinji Ogawa cho biết lúc đầu nhà văn Murakami đã rất do dự phê duyệt dự án chuyển thể này, nhưng sau khi ông nhìn thấy kịch bản của đạo diễn Trần Anh Hùng ông đã thay đổi quyết định. Vào giai đoạn đầu của dự án, Trần Anh Hùng có trao đổi vài lần với tác giả nguyên tác Murakami Haruki và nhận được lời khuyên từ nhà văn người Nhật: "Hãy làm bộ phim mà bạn có trong đầu. Đó là tất cả những gì bạn cần để làm một bộ phim tốt nhất có thể". Ngày 8 tháng 12 năm 2010, tại một buổi chiếu ở Đại sứ quán Na Uy, Tokyo, Trần Anh Hùng chia sẻ về cuộc nói chuyện với Murakami: "Sau một số gợi ý ban đầu về việc phát triển kịch bản, ông Murakami Haruki đã cho phép tôi tự do sáng tạo những gì mình muốn...Là một nghệ sỹ, ông ấy hiểu rằng một đạo diễn rất cần không gian riêng để tự do sáng tạo". Ngày 19 tháng 5 năm 2009, Matsuyama Kenichi, Kikuchi Rinko và Mizuhara Kiko lần lượt được xác nhận sẽ đóng các vai Toru, Naoko và Midori trong phim.
Trong Rừng Na Uy, ngoại trừ bài hát của ban nhạc The Beatles là cảm hứng cho cái tên của tiểu thuyết, Norwegian Wood, Trần Anh Hùng quyết định sử dụng những bài hát ít được biết đến nhưng với xúc cảm mạnh mẽ để tránh sự ám ảnh của quá khứ với bộ phim. Những cảnh tình dục, vốn đóng vai trò rất quan trọng trong tiểu thuyết, được Trần Anh Hùng tập trung chủ yếu vào khuôn mặt của các nhân vật. Theo đạo diễn, ông muốn mang đến cho khán giả tác động của cảm giác và xúc giác lên Naoko khi cô ngủ với Toru và tránh tất cả những thứ khác có thể làm phân tán sự tập trung của khán giả. Vị đạo diễn nhấn mạnh: "Những gì tôi làm là tập trung vào các nhân vật chính, Watanabe và những cung bậc cảm xúc về tình yêu cũng như mất mát. Tôi muốn cậu ấy học cách làm thế nào để nắm lấy cuộc sống và sau đó có thể nói với người phụ nữ khác rằng 'anh yêu em'. Đó là những yếu tố chính mà tôi muốn tập trung thể hiện".

## Công chiếu
Rừng Na Uy từng ra mắt tại Liên hoan phim quốc tế Venezia lần thứ 67 và tham gia tranh cử giải Sư tử vàng tại sự kiện này. Không lâu sau phim cũng ra rạp tại thị trường nội địa Nhật vào ngày 11 tháng 12 năm 2010. Tại Anh Quốc, lịch phát hành của bộ phim là ngày 11 tháng 3 năm 2011. Tại thị trường Mỹ, tác phẩm được công chiếu với suất chiếu có hạn vào ngày 6 tháng 1 năm 2012 tại thành phố New York City và Washington D.C. Tại Canada, phim ra rạp vào ngày 2 tháng 3 năm 2012. Tại Việt Nam, Rừng Na Uy khởi chiều tại các cụm rạp toàn quốc vào ngày 31 tháng 12 năm 2010.

## Đón nhận

### Đánh giá chuyên môn
The Daily Telegraph cho rằng đạo diễn Trần Anh Hùng đã "dũng cảm" để nỗ lực mang cuốn tiểu thuyết năm 1987 của Murakami Haruki lên màn ảnh rộng, nhưng có nhắc rằng "bộ phim đọng lại [cho khán giả] chỉ như một bản tóm tắt sách của Murakami". Stephen Holden của tờ The New York Times viết rằng bộ phim "ít được nhận thức dưới dạng tường thuật mạch lạc, thay vào đó là một cái ảo mộng luẩn quẩn bị nhấm chìm trong nỗi đau xót thê lương".
Trong một bài nhận xét, Báo Tuổi trẻ viết: "Phim Rừng Na Uy vẫn đậm chất Trần Anh Hùng. Đây là một bộ phim đẹp với từng cảnh quay đẹp, với những góc máy cận cảnh khuôn mặt nhân vật, dù khi ân ái, khi ăn uống hay khi giữa thiên nhiên, với âm nhạc trỗi lên dìu dặt hoặc dồn dập, xen những khoảng lặng cho chỉ những hình ảnh diễn ra. Âm nhạc và âm thanh trong phim tác động mạnh cho cảm xúc nhân vật và cảm xúc người xem." Trang VnExpress thì tổng kết sau khi xem phim: "Nói tóm lại, để có thể đón nhận được Rừng Na Uy của Trần Anh Hùng thì tất cả khán giả phải quên hẳn câu chuyện trong tiểu thuyết và đón nhận như một tác phẩm đứng độc lập hoàn toàn thì mới có thể "cảm" được... Phim nhận được hai luồng ý kiến trái chiều sau khi công chiếu. Một nửa bày tỏ sự thất vọng và cho rằng Rừng Na Uy chẳng khác nào một bức tranh đẹp nhưng vô hồn, trong khi nửa còn lại cảm thấy hài lòng với những cảm xúc mà phim đem lại." Viết cho tờ Thể thao & Văn hóa, nhà báo Minh Đức nhận định: "Xem phim Rừng Na Uy, và cũng giống như lần đầu tiên, lần thứ hai, lần thứ ba sau khi đọc cuốn truyện này, cảm xúc của tôi bị đóng băng khi bước chân ra khỏi rạp. Có lẽ nếu gọi đó là một bộ phim hay thì sẽ hơi gượng ép. Nhưng phần nào nó đã thành công trong việc mang lại cho tôi bầu không khí đặc trưng trong nguyên tác của Haruki Murakami. Hay là bởi vì vừa xem phim, tôi vừa tự ôn lại những lời văn, câu thoại mà mình gần như đã thuộc nằm lòng, nên cảm giác như vậy?"

### Giải thưởng
| Liên hoan phim                             | Ngày trao giải       | Hạng mục                                         | Tác phẩm/người nhận | Kết quả    |
| ------------------------------------------ | -------------------- | ------------------------------------------------ | ------------------- | ---------- |
| Liên hoan phim Venezia                     | 2 tháng 9 năm 2010   | Sư tử vàng                                       | Rừng Na Uy          | Đề cử      |
| Liên hoan phim quốc tế Toronto lần thứ 35  | 9 tháng 9 năm 2010   | Special Presentations                            | Rừng Na Uy          | Tranh giải |
| Liên hoan phim quốc tế Dubai lần thứ 7     | 12 tháng 12 năm 2010 | Muhr Asia Africa                                 | Rừng Na Uy          | Đề cử      |
| Liên hoan phim quốc tế Dubai lần thứ 7     | 12 tháng 12 năm 2010 | Muhr Asia Africa cho nhà soạn nhạc xuất sắc nhất | Jonny Greenwood     | Đoạt giải  |
| Giải thưởng điện ảnh châu Á lần thứ 5      | 21 tháng 3 năm 2011  | Nữ diễn viên chính                               | Rinko Kikuchi       | Đề cử      |
| Giải thưởng điện ảnh châu Á lần thứ 5      | 21 tháng 3 năm 2011  | Quay phim xuất sắc nhất                          | Mark Lee Ping-bin   | Đoạt giải  |
| Giải thưởng điện ảnh châu Á lần thứ 5      | 21 tháng 3 năm 2011  | Thiết kế phục trang xuất sắc nhất                | Trần Nữ Yên Khê     | Đề cử      |
| Liên hoan phim quốc tế Istanbul lần thứ 30 | tháng 4 năm 2011     | FIPRESCI                                         | Tràn Anh Hùng       | Đoạt giải  |